# ایپریل متسن
اِیپریل متسن (انگلیسی: April Matson؛ زادهٔ ۱۳ مارس ۱۹۸۱) بازیگر و خواننده اهل ایالات متحده آمریکا است. وی از سال ۲۰۰۴ میلادی تاکنون مشغول فعالیت بوده‌است.
از فیلم‌ها یا برنامه‌های تلویزیونی که وی در آن نقش داشته‌است، می‌توان به کایل ایکس‌وای اشاره کرد.